# Суессетаны

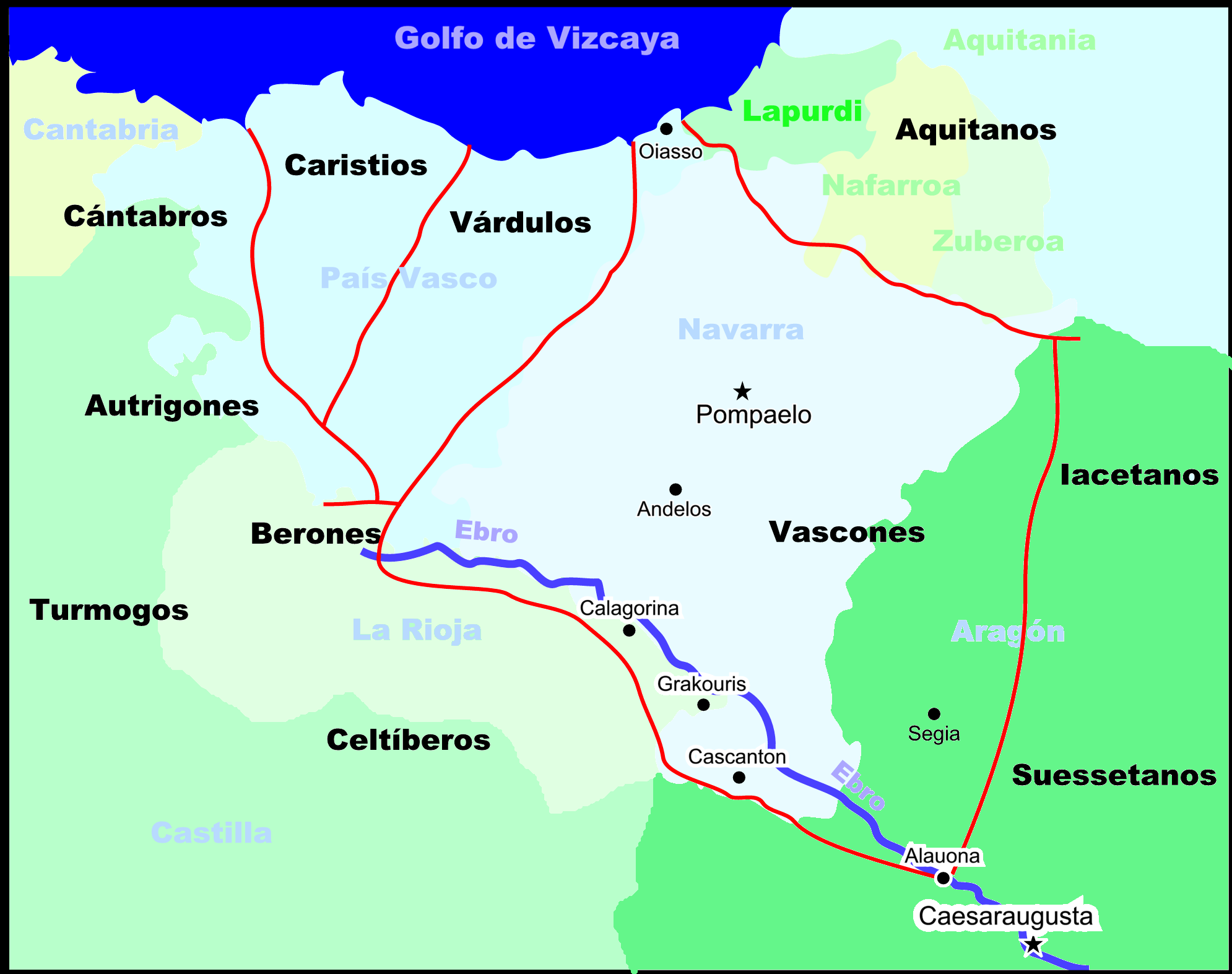
Область расселения суессетанов (справа)

Суессетаны (лат. Suessetani) — древнее доримское племя, населявшее Тарраконскую Испанию.
Упоминаются у Тита Ливия (XXV, 34. XXVIII, 24. XXXIV, 20. XXXIX, 42). По-видимому, суессетаны были кельтского происхождения. Так же возможно, что они были родственны белгскому племени свессонов, давшему название французскому городу Суассон.
Жили на равнинах центрального Арагона, на территории, которая ныне входит в состав района (комарки) Синко-Вильяс провинции Сарагоса, к северу от седетанов, к востоку от васконов и к югу от якетанов, с которыми часто конфликтовали. Их восточная граница, по всей видимости, пролегала по реке Гальего. Их главным городом был Corbio.

## История
Суессетаны прибыли на Иберийский полуостров в ходе кельтских миграций в VII веке до н. э. и поселились в районе, где изначально проживали васконы. В начале II века до н. э. суессетаны были покорены Римом, но затем взбунтовались, и в 184 до н.э Corbio был осаждён, взят и разрушен.